# Blues Trio Wojciecha Skowrońskiego
Blues Trio Wojciecha Skowrońskiego – minialbum muzyczny Wojciecha Skowrońskiego i jego zespołu Blues Trio, wydana przez wytwórnię płytową Polskie Nagrania „Muza” (N-0632) w 1970 roku. Nagrania, które znalazły się na EP-ce – trio zarejestrowało w październiku 1970 roku w studiu nagraniowym Polskiego Radia w Warszawie.

## Informacje dodatkowe
Wszystkie utwory z EP-ki Blues Tria, ukazały się w 2017 roku na wydanej nakładem Kameleon Records kompilacji pt. Trochę żal (KAMCD 63) – zbierającej nagrania radiowe i telewizyjne zespołów Wojciecha Skowrońskiego z lat 1970–1973.

## Lista utworów[3][5]
Strona A
1. „Trochę żal” (muz. Wojciech Skowroński – sł. Jan Tomasz)
2. „Za rok” (muz. Wojciech Skowroński – sł. Piotr Moszyński)

Strona B
1. „Miałem sen” (muz. Wojciech Skowroński – sł. Jan Tomasz)
2. „Nas trzech” (muz. Wojciech Skowroński – sł. Jadwiga Urbanowicz)

## Skład zespołu Blues Trio[3]
- Wojciech Skowroński – śpiew fortepian
- Kazimierz Plewiński – gitara basowa, harmonijka ustna
- Piotr Janton – perkusja

## Opracowanie[5]
- Janusz Nowacki – fotografia na okładce (wykonana na terenie poznańskiej Cytadeli
- Stanisław Żakowski – projekt graficzny